# Il fattorino
Il fattorino (The Bell Boy) è un cortometraggio muto del 1918, scritto e diretto da Roscoe Arbuckle che lo interpreta insieme a Buster Keaton.

## Trama
In un albergo dove l'ascensore viene fatto salire e scendere col movimento di un cavallo con una corda ad esso legato, un fattorino e barbiere si innamora ricambiato di una manicurista e dice a un altro fattorino dell'albergo e all'addetto al ricevimento di inscenare una rapina in banca, cosicché egli possa fermarla davanti alla manicurista per farci bella figura. I due finti rapinatori trovano però in banca dei veri rapinatori che, con l'aiuto del fattorino barbiere, fermano e ricevono come ricompensa del denaro.